# Andreas Blomqvist
Pour les articles homonymes, voir Blomqvist.
Andreas Blomqvist, né le 5 mai 1992 à Sölvesborg en Suède, est un footballeur suédois. Il évolue au poste de milieu défensif avec le club de l'IFK Norrköping.

## Biographie

### En club
Andreas Blomqvist commence sa carrière avec le club du Mjällby AIF. Avec cette équipe, il inscrit sept buts en Allsvenskan lors de la saison 2014. Après deux ans au Mjällby AIF, le joueur est transféré en janvier 2015 à l'Aalborg BK, une formation danoise. Il signe un contrat jusqu'au 30 juin 2019 et prend le numéro 14, mais ne reste dans l'équipe qu'un an, au cours duquel il ne recueille qu'une seule présence en championnat. 
En janvier 2016, il retourne en Allsvenskan et arrive à l'IFK Norrköping. Avec cette équipe, il découvre les tours préliminaires de la Ligue des champions. En septembre, cependant, lors d'un match disputé avec l'équipe des moins de 21 ans, il est grièvement blessé au ligament croisé du genou droit. Il revient sur le terrain en juin 2017, mais le 13 août, lors de sa quatrième apparition de la saison, il se blesse à nouveau le ligament croisé, au même genou que l'année précédente. 

### En équipe nationale
Andreas Blomqvist reçoit huit sélections avec les espoirs suédois.
Il joue son premier match en équipe de Suède le 17 janvier 2014, en amical contre la Moldavie (victoire 1-2 à Abou Dabi). Quatre jours plus tard, il reçoit sa deuxième sélection, contre l'Islande (victoire 0-2).